# فرانسيسكو خافيير إيشيفيريا
فرانسيسكو خافيير إيشيفيريا (بالإسبانية: Francisco Javier Echeverría) (و. 1797 – 1852 م) هو سياسي من المكسيك .